# Listă de biserici din Ploiești
- Catedrala Sfântul Ioan Botezătorul
- Biserica Domnească
- Biserica Sfânta Vineri
- Biserica Maica Precistă
- Biserica Sfântul Ioan
- Biserica Sfântul Nicolae - Vechi
- Biserica Sfântul Gheorghe - Vechi
- Biserica Sfântul Pantelimon
- Biserica Buna-Vestire
- Biserica Sfântul Spiridon
- Biserica Sfântul Andrei
- Biserica Sfântul Vasile
- Biserica Sfântul Sava
- Biserica Sfinții împărați Constantin și Elena
- Parohia Sfinții Trei Ierarhi
- Catedrala Eroilor Tineri Înălțarea Domnului